# Sackville Carden
Sir Sackville Hamilton Carden (Templemore, 3 maggio 1857 – Lymington, 6 maggio 1930) è stato un ammiraglio britannico.
Ha in particolare rivestito un ruolo di primo piano durante le operazioni militari condotte nel Mar Mediterraneo durante la prima guerra mondiale.

## Biografia

### Primi anni
Sackville Carden è nato a Barnane vicino a Templemore in Ireland. Ultimo di tre figli di Andrew Carden e Anne Berkeley, nonostante sia il padre sia il nonno avessero servito l'esercito, preferì intraprendere la carriera militare in marina entrando nella Royal Navy nel 1870.

### Carriera militare
Carden trascorse i primi anni di carriera in Africa tra l'Egitto e il Sudan e in seguito, sotto il comando di Harry Rawson, partecipò alla spedizione punitiva del Benin del 1897. Nel dicembre 1899 venne promosso al grado di capitano e nel maggio 1901 gli fu assegnata la HMS Immortalité, nave ammiraglia presso Sheerness. Nel 1908 venne promosso al grado di ammiraglio. Dopo due anni in cui ricevette una mezza paga, venne alla fine assegnato alla Atlantic Fleet dove prestò servizio sulla HMS London per un anno. In seguito tornò a Londra dove venne assegnato all'Ammiragliato sino all'agosto 1912, quando venne nominato sovrintendente del cantiere navale di Malta.
Nel settembre del 1914 con lo scoppio della guerra venne assegnato al comando dello squadrone britannico operante nel Mediterraneo sotto il comando di un ammiraglio francese. Dopo l'entrata dell'Impero ottomano nel conflitto dalla parte degli Imperi centrali nel novembre dello stesso anno, Venne chiesto a Carden di sviluppare una strategia per sfondare lo Stretto dei Dardanelli (Canakkale Bogazi) nel gennaio dell'anno seguente. Il piano di Carden consistette in una progressiva distruzione di tutte le fortificazioni nemiche lungi i Dardanelli seguita da un lento avanzamento affiancato dal lavoro dei dragamine. 
Inizialmente comandante in capo della marina britannica durante la Campagna di Gallipoli, Carden ottenne buoni risultati nelle prime fasi dell'offensiva contro i turchi dal 19 febbraio sino ai primi di marzo quando venne sollevato dall'incarico per problemi di salute e sostituito dall'ammiraglio John de Robeck. 
Dopo aver rassegnato le proprie dimissioni dalla marina britannica con il grado di ammiraglio, Carden terminò in pensione la propria vita sino alla morte, avvenuta nel 1930.